# Alessandro Scaglierini
Alessandro Scaglierini (fl. XX secolo) è stato un calciatore italiano, di ruolo centrocampista.

## Biografia
Giocò 4 partite in Prima Divisione 1923-1924 con i nero stellati della Bagnolese.

L'anno successivo nella stessa categoria collezionò 7 presenze nel Savoia di Torre Annunziata.